# Ropica densepunctata
Ropica densepunctata es una especie de escarabajo longicornio del género Ropica, tribu Apomecynini, subfamilia Lamiinae. Fue descrita científicamente por Breuning y de Jong en 1941.

## Descripción
Mide 5-5,5 milímetros de longitud.

## Distribución
Se distribuye por Indonesia (Java).